# Pholidaster squamatus
Pholidaster squamatus är en sjöstjärneart som beskrevs av Percy Sladen 1889. Pholidaster squamatus ingår i släktet Pholidaster och familjen Zoroasteridae. Inga underarter finns listade i Catalogue of Life.